# 鹽泉 (佛羅里達州)
鹽泉（英語：Salt Springs）是位於美國佛羅里達州馬里昂縣的一個非建制地區。該地的面積和人口皆未知。

## 地理
鹽泉的座標為29°21′04″N 82°44′06″W / 29.35111°N 82.73500°W，而該地的平均海拔高度為10米（即33英尺）。